# Pedro Escudero (violinista)
Pedro Francisco Escudero Martínez (Mombuey, 17 de diciembre de 1791-París, 8 de mayo de 1868) fue un violinista y tenor español.

## Biografía
Natural de la localidad zamorana de Mombuey, fue hijo de los campesinos Pedro Escudero y Rosa Martínez. A consecuencia de una mutilación en los testículos que siendo niño le infligió un cerdo, fue llamado El Castrado. En la época de la guerra de la Independencia española era niño del coro de la catedral de Valladolid, donde había ingresado hacia 1800-1801 y tuvo como maestro a Fernando Haykuens. En este contexto, un jefe del ejército francés quedó admirado por sus aptitudes musicales y se lo llevó a su país. Escudero abandonó Valladolid rumbo a París el 31 de julio de 1812.
Después de haber recorrido triunfalmente las principales capitales de Europa, destacando sobre todo su presencia en Rusia, se presentó por primera vez al público de Madrid en 1830, siendo entusiásticamente aplaudido en unión del célebre pianista Pedro Albéniz, siendo conocidos como "los Pedros". Fue profesor de violín en el recién formado conservatorio de Madrid durante unos tres años, pero dimitió en 1833 para dedicarse exclusivamente a dar conciertos recorriendo Europa. Falleció en París a los 76 años. En su testamento, legó en agradecimiento al cabildo de la seo vallisoletana dos violines: un Stradivarius y un Guarnerius, si bien no consta que llegaran a Valladolid y pudo producirse su venta en la capital gala por parte de las autoridades eclesiásticas vallisoletanas debido al precario estado de las arcas del cabildo.